# 해금
해금(奚琴)은 국악에서 주로 연주하는 한국의 전통 찰현악기 가운데 하나이다. 원래는 중국 지역에 살던 해족(奚族)에 기원을 둔 악기로, 한반도에는 고려 시대에 송나라 대인 11-13세기를 전후로 전래되어 국악기로 자리잡았다. 조선 대에 이르러서는 악학궤범에 등재되어 대표적인 한국의 현악기로 자리매김하였다.
큰 대나무관에 오동판을 붙인 긴 대를 달아 두 개의 줄을 통과 대에 매고 말총으로 된 활을 켜는 악기이다. 악기 재료는 8음이 고루 끼었으나 사부로 보는 것이 편리하다. 소리는 건조하고 탁한 맛이 있으나 명인의 연주를 들으면 애련하고 멋스러운 이 악기의 본색이 나타난다. 해금은 연례악·대풍류·줄풍류·세악(細樂)·가곡반주에 쓰이고 그 밖에 시나위·민속무용곡 등에 두루 쓰인다. 해금은 진(秦)의 현도(에서 나온 것으로 동북방 유목민족 호중 해부(胡中 奚部)가 즐겨 쓰던 악기라 한다. 이것이 중국에서도 쓰여지고 우리나라에도 들어왔으나 그 연대는 확실히 알 수 없다. 직경 3치가량 되는 대나무 통에 길이 2자, 굵기 4푼쯤의 대를 세워 끝에 줄을 감는 돌깨(주해)를 꽂는다. 통 한쪽에 오동판을 대어 공명이 잘 되게 하고, 대가 통을 뚫은 데에는 쇠로 된 속주대(鐵柱)를 꽂고 금재비(甘自非)라 하는 철판을 연결하여 이것과 대 끝에 꽂은 돌깨와 두 개의 줄을 맨다. 줄과 오동복판(腹板) 사이에 박(朴)으로 된 북쇠(원산)를 버티어 세운다. 가늘고 자반(尺半) 남짓한 활대에 말총을 매고 송진을 묻혀 줄 사이에 끼어서 켠다. 통을 왼편 무릎에 놓고 대를 위로 세워 왼손가락으로 줄과 대를 감아쥔다. 오른손으로 활손잡이를 잡아 켜고, 왼손가락을 줄에서 댔다 떼었다 하여 음을 조절한다. 줄의 안쪽이 중현(中絃), 바깥쪽이 유현(遊絃)이라 하는데 중현은 황종, 유현은 임종으로 맞추므로 두 줄의 음정은 5도이다.

## 특징
해금은 동호계 민족인 해(奚)족이 사용하였던 악기라 하여 해금이라고 한다. 이 악기는 중국에 유입되어 경극 반주에 쓰는 악기인 경호(京胡)로 사용되었다. 이후 한 옥타브가 낮은 음역대로 개량되면서 호금의 일종인 얼후(이호/二胡/南胡)라는 명칭으로 사용된다. 고려 예종 11년(1116년)으로 송나라에서 들어와 개량되어 해금이라는 이름으로 사용되었으며 원형과 가장 비슷한 악기로 알려져 있다. 명주실을 꼬아 만든 두 가닥의 줄의 한쪽 끝에 공명통이 있어서 활로 줄을 마찰할 때 울리는 소리가 난다. 향악 연주에 주로 쓰인다.

## 같이 보기
- 이호 (악기)
- 호금
- 한국 전통 악기